# Parker (Carolina del Sud)
Parker és una concentració de població designada pel cens dels Estats Units a l'estat de Carolina del Sud. Segons el cens del 2000 tenia 10.760 habitants.

## Demografia
Segons el cens del 2000, Parker tenia 10.760 habitants, 4.255 habitatges i 2.821 famílies. La densitat de població era de 602,1 habitants/km².
Dels 4.255 habitatges en un 28,9% hi vivien nens de menys de 18 anys, en un 42,3% hi vivien parelles casades, en un 16,9% dones solteres, i en un 33,7% no eren unitats familiars. En el 28,4% dels habitatges hi vivien persones soles el 12,8% de les quals corresponia a persones de 65 anys o més que vivien soles. El nombre mitjà de persones vivint en cada habitatge era de 2,48 i el nombre mitjà de persones que vivien en cada família era de 3,01.
Per edats la població es repartia de la següent manera: un 24,8% tenia menys de 18 anys, un 9,5% entre 18 i 24, un 29,4% entre 25 i 44, un 20,9% de 45 a 60 i un 15,4% 65 anys o més.
L'edat mediana era de 36 anys. Per cada 100 dones de 18 o més anys hi havia 87,7 homes.
La renda mediana per habitatge era de 25.991 $ i la renda mediana per família de 31.025 $. Els homes tenien una renda mediana de 26.691 $ mentre que les dones 20.143 $. La renda per capita de la població era de 13.383 $. Entorn del 15,6% de les famílies i el 20,4% de la població estaven per davall del llindar de pobresa.

## Poblacions més properes
El següent diagrama mostra les poblacions més properes.